# Radu Gherghe
Radu Gherghe, romunski general, * 1886, † 1959.